# Public access
'Public access-television är ett slags medborgarnas egen kanal efter amerikansk modell. På Manhattan i New York har till exempel Manhattan Neighborhood Network blivit omtalat genom sina fyra public access-kanaler på kabel-tv. Tanken är att vem som helst ska få göra ett eget tv-program, vilket naturligtvis påverkar den innehållsliga och tekniska kvalitén. Till exempel en privatperson ska med hjälp av sin videokamera och ett enkelt videoredigeringsprogram på datorn kunna sätta ihop ett eget tv-program, som sedan sänds på den lokala kabelkanalen. En slags motsvarighet till det som i Sverige på radio kallas för närradio som sänds på FM. Programmen görs oftast ideellt eller i viss mån kan finansieras genom bidrag. 
Det svenska versionen av public access-TV är föreningsbaserad under namnet Öppna kanalen sedan 1993 i Stockholm varefter Göteborg och andra kommuner har tillkommit. Det som skiljer Öppna Kanalen från andra TV-kanaler är att det endast sänds program gjorda av medlemmarna i kanalföreningen, vilket borgar för en blandning av program om och för invandrare, religiösa samfund, politiska partier och idrottsföreningar etc. Sändningsavtalet tillåter inte Öppna kanalen att sända reklam. Sponsring är dock tillåten.
I USA beräknas det finnas 3 000 lokala icke-kommersiella tv-kanaler, som också går under benämningen PEG (Public, Educational and Government). I Tyskland finns Offener Kanal i ett 80-tal städer. I Sverige finns ett 30-tal Öppna kanaler eller motsvarande lokal-tv. I bland annat Australien, Danmark och Norge är inte öppna kanaler (community television) längre avgränsade till kabel-tv utan sänds i det digitala marknätet med regional/nationell räckvidd.
I USA finansieras public access främst genom de koncessionsavgifter kommunerna kan ta ut av kabelbolagen. I Danmark och Tyskland finansieras öppna kanaler genom tv-avgiften. I Sverige får kanalerna dock klara sig nästan helt på ideella insatser. 